# Ulm (Románia)
Ulm románul: Ulm, falu Romániában, Erdélyben, Hunyad megyében.

## Fekvése
Vajdahunyadtól északnyugatra, a hegyek között fekvő település.

## Története
Ulm, Ólyom nevét 1499-ben említette először oklevél Olyom néven.
1507-ben Wlm alakban írták, ekkor a Hermán-nemzetség leszármazottai; Pestesi Mátyás és Soklyósi Péter görgényi várnagy kapta királyi adományként.
1507-ben  Czentúritól részben vásárlással Jófői Bási-birtokként írták.
Nevének későbbi változatai voltak: 1733-ban Ulmi, 1805-ben Ulm, 1808-ban és 1913-ban is Ulm alakban írták.
A trianoni békeszerződés előtt Hunyad vármegye Vajdahunyadi járásához tartozott. 1910-ben 116 görög keleti ortodox román lakosa volt.

## Források

Ulm egy régi, az 1700-as évekből való térképen